# Caixa Central de Crédito Agrícola Mútuo
Caixa Central de Crédito Agrícola Mútuo (CCCAM) é uma instituição de crédito português pertencente ao Grupo Crédito Agrícola, responsável por financiar projetos agrícolas no país.
Do Grupo Crédito Agrícola (GCA) fazem parte mais de 91 caixas de Crédito Agrícola, detentoras de mais de 670 balcões em todo o território nacional português, e mais de 400 mil associados, e mais de um milhão de clientes.